# Crunchyroll, LLC
Crunchyroll, LLC este o companie americană de divertisment cu sediul în Coppell, Texas. În prezent, operează serviciul de streaming video cu abonament eponim, concentrat pe anime. Unul din sedii este localizat în Republica Moldova, Chișinău, unde operează drept "Crunchyroll SRL".
Compania a fost fondată în mai 1994 de către Gen Fukunaga și soția lui, Cindy, în Silicon Valley cu fonduri de la Daniel Cocanougher și familia lui, care au devenit investitori ai companiei, și a fost relocat în 
metroplexul Dallas–Fort Worth la North Richland Hills și mai târziu, în Flower Mound, Texas înainte de a se muta în locația sa actuală din Copell. Funimation a fost achiziționată de către Navarre Corporation în mai 2005; în aprilie 2011, Navarre a vândut Funimation unui grup de investitori care a inclus Fukunaga pentru 24 de milioane de $. Compania a fost achiziționată de Sony Pictures Entertainment în 2017 și a fost redenumită în Crunchyroll, LLC în martie 2022 după achiziția serviciului de streaming cu aceleași nume în august 2021.
Compania de asemenea lansează titluri pe video la domiciliu fie direct (cu distribuire de Sony Pictures Home Entertainment din 2024) sau având titluri anime selecte lansate prin partenerii săi de distribuție (Sentai Filmworks, Viz Media, Discotek Media și sora sa corporativă Aniplex of America în America de Nord; Anime Limited în Regatul Unit).